# Schlacht von Sedan
Weißenburg – Spichern – Wörth – Colombey – Straßburg – Toul – Mars-la-Tour – Gravelotte – Metz – Beaumont – Noisseville – Sedan – Sceaux – Chevilly – Bellevue – Artenay – Châtillon – Châteaudun – Le Bourget – Coulmiers – Amiens – Beaune-la-Rolande – Villepion – Loigny und Poupry – Orléans – Villiers – Beaugency – Nuits – Hallue – Bapaume – Villersexel – Le Mans – Lisaine – Saint-Quentin – Buzenval – Paris – Belfort
Die Schlacht von Sedan fand am 1. und 2. September 1870 im Deutsch-Französischen Krieg in Sedan, einer Stadt im Département Ardennes in der heutigen Region Grand Est, statt. Die Stadt liegt in der Nähe der französisch-belgischen Grenze am Ufer der Maas. Der deutsche Sieg war vorentscheidend für den Ausgang des Krieges. Auf französischer Seite hatte die Kapitulation der französischen Truppen und die Gefangennahme des Kaisers Napoléon III. die Ausrufung der Dritten Republik zur Folge.

## Strategische Lage im August 1870
In den ersten Wochen des Deutsch-Französischen Krieges war es den drei deutschen Armeen gelungen, die französischen Truppen in den Schlachten
bei Weißenburg (4. August 1870), bei Wörth (6. August) und bei Spichern (6. August) einzeln zu schlagen und dabei weit nach Frankreich einzudringen. Der Dritten Armee des Kronprinzen Friedrich Wilhelm war es hierbei gelungen, das verstärkte I. Korps unter Marschall Mac-Mahon aus dem Elsass zu vertreiben und zum weiten Rückzug von Wörth über Nancy nach Châlons-sur-Marne zu zwingen. Ab Mitte August standen der Kampf gegen die Hauptgruppe der Rheinarmee und die Einschließung von Metz im Blickpunkt, die mit den Schlachten von Mars-la-Tour (16. August) und von Gravelotte (18. August) gelang.
Ohne die unmittelbare Bedrohung durch diese über 180.000 Mann starke Armee konnte sich die deutsche Kriegsleitung unter Moltke d. Ä. dann auf den Kampf mit der Châlons-Armee konzentrieren. Diese bestand aus dem Rest des I. Korps, dem V. Korps, Teilen des VII. Korps und den im Lager von Châlons zusammengezogenen Einheiten (XII. Korps).

### Châlons-Armee
Die Châlons-Armee bestand zu einem großen Teil aus Reservetruppen, Freiwilligen und weiteren sehr hastig zusammengezogenen Verbänden. Die Veteranen des I. Korps selbst hatten in den Kämpfen Anfang August hohe Verluste erlitten und einen großen Teil ihres Materials verloren. Sie waren durch den langen Rückzug erschöpft und demotiviert. Die Mobilgarden waren selbst in der französischen Armee für ihre mangelnde Disziplin berüchtigt. Die für die Landungsoperation an der deutschen Küste vorgesehenen Marinetruppen wurden ab Mitte August von Cherbourg nach Châlons-sur-Marne verlegt, um sich hier mit den restlichen Einheiten zu vereinen. In Châlons entstand so eine Armee mit insgesamt 130.000 Soldaten und 420 Kanonen, wobei die personelle und materielle Ausstattung nicht über die mangelnde Erfahrung und damit Kampfstärke hinwegtäuschen konnte. Es herrschte erheblicher Mangel an Offizieren und Unteroffizieren.
Ziel der Châlons-Armee war ursprünglich die Verstärkung von Paris. Mac-Mahon war sich darüber im Klaren, dass Paris nur dann erfolgreich verteidigt werden könne, wenn ausreichend kampfstarke Truppen zur Verfügung stünden. Statt eines Rückzugs erging an ihn jedoch der Befehl durch die Kaiserin und Eugène Rouher, dass er die Belagerung von Metz zu entsetzen habe. Am 21. August kam Mac-Mahon in Reims an und begann den Marsch in Richtung Sedan. Zu diesem Zeitpunkt gab es jedoch weder in Paris noch bei der Châlons-Armee genaue Informationen über die Lage vor Metz oder die Position der Dritten Armee. Aus Metz lag lediglich ein Gerücht vor, dass Bazaine einen Ausbruch in Richtung Sedan plane, und die deutsche Armee wurde im Marsch auf Châlons vermutet.

### Deutsche Armeen

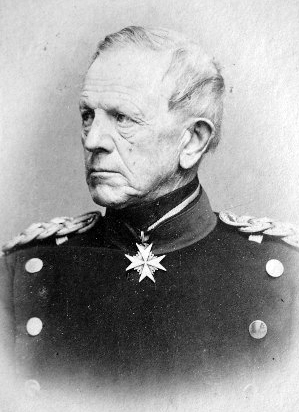
Graf von Moltke

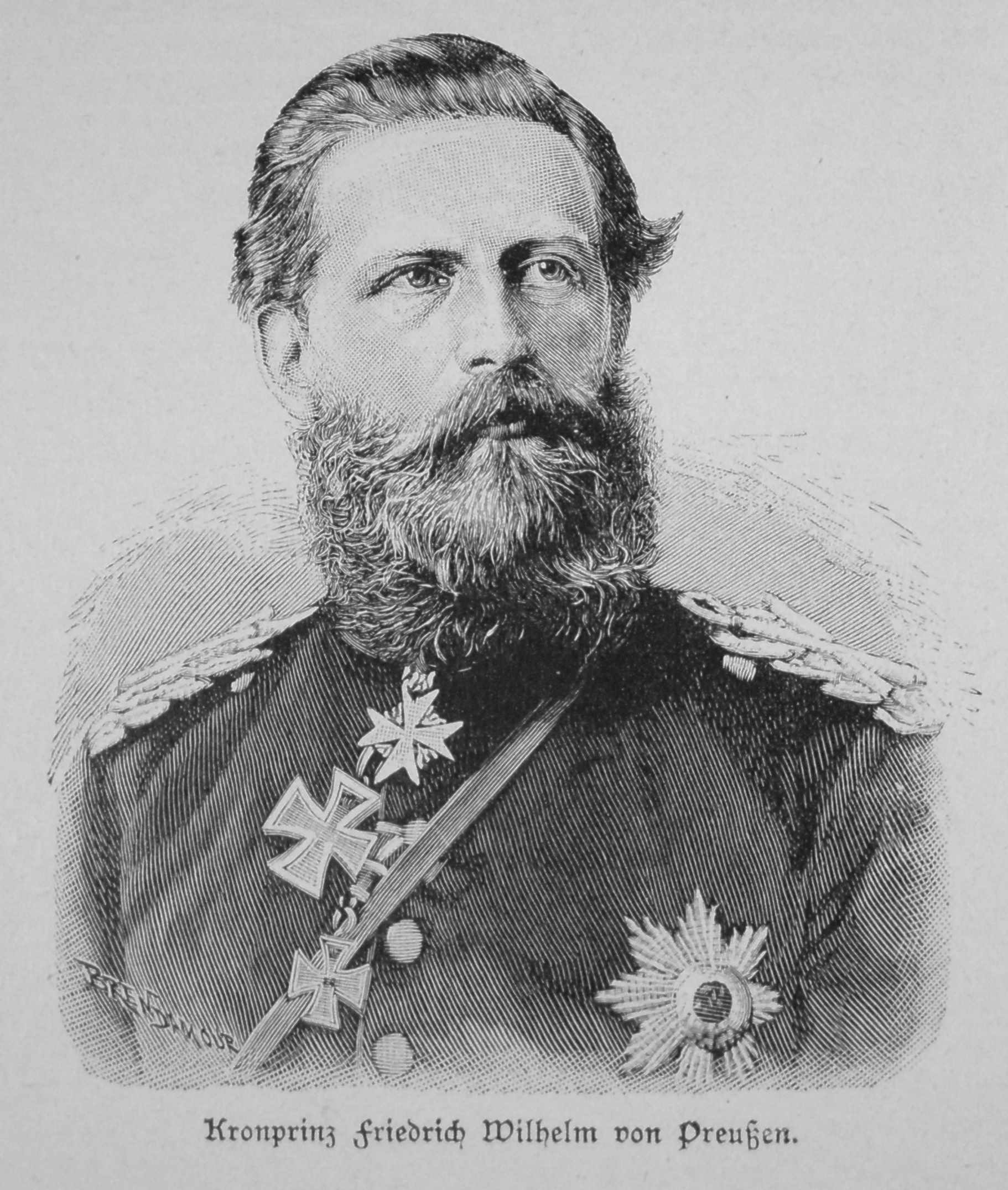
Kronprinz Friedrich Wilhelm von Preußen, 3. Armee

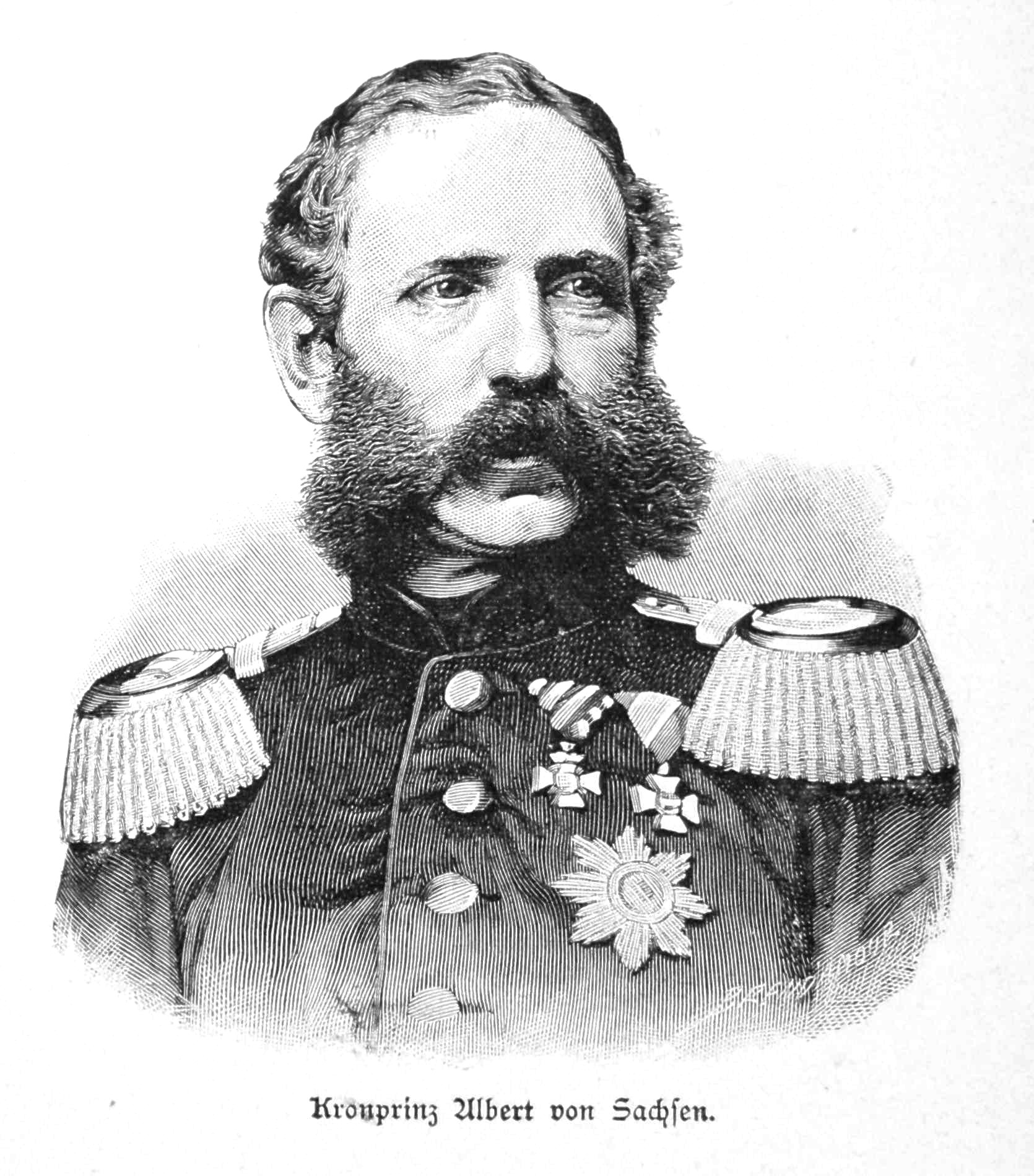
Kronprinz Albert von Sachsen, Maasarmee

Der ursprüngliche Plan des deutschen Generalstabschefs von Moltke hatte vorgesehen, die französische Rheinarmee in einer Art von Kesselschlacht im Raum Metz oder im Elsass zu besiegen. Entsprechend waren die deutschen Armeen so aufgestellt worden, dass eine der beiden großen Armeen den Gegner frontal bindet, während die andere ihm in die Flanke fallen sollte. Die kleinere Erste Armee sollte dabei die Einschließung vervollständigen bzw. den Rückzugsweg abschneiden.
Zwei der drei deutschen Armeen waren zu diesem Zeitpunkt durch die Belagerung von Metz gebunden. Die deutsche Dritte Armee bestand aus Verbänden aus Preußen und den verbündeten süddeutschen Staaten, darunter den beiden bayerischen Korps. Diese Armee war zu diesem Zeitpunkt mit etwa 180.000 Mann der größte Verband in Frankreich.
In der zweiten Augusthälfte 1870 erfolgte eine grundlegende Umorganisation der deutschen Armeen vor Metz. Der Befehlshaber der 1. Armee, General von Steinmetz, wurde als Generalgouverneur nach Posen versetzt. Aus seiner Armee und Teilen der 2. Armee des Prinzen Friedrich Karl wurden zwei neue Armeen gebildet. Die neue Erste Armee stand unter dem Kommando des bisherigen Kommandeurs des I. Korps General Edwin von Manteuffel, der die östliche Seite der Belagerung von Metz sicherte. Als neue Maasarmee wurde ein Verband, bestehend aus dem Garde- und dem IV. Armee-Korps sowie der 5. und der 6. Kavalleriedivision der preußischen Armee und dem sächsischen Armee-Korps mit zusammen 70.028 Mann, 16.247 Pferden und 288 Geschützen, unter dem Kommando von Prinz Albert von Sachsen aus der Belagerungsarmee vor Metz herausgelöst.

### Politik
Etwa ab dem 20. August 1870 begannen parallel zum militärischen Geschehen umfangreiche diplomatische Aktivitäten zur Beendigung des Krieges. In Österreich, England und selbst in Russland wurden Stimmen laut, die einen baldigen Friedensschluss forderten und Bedenken gegen eine Veränderung des Kräftegleichgewichts in Mitteleuropa äußerten. Der deutschen Politik drohten daher trotz militärischer Erfolge einige Probleme.
Gleichzeitig kam ein Gerücht auf, dass die Franzosen doch noch eine Landung an einer der deutschen Küsten planten oder sogar bis zu den Häfen von Hamburg oder Bremen vordringen würden. Immerhin waren die als Elite bezeichneten Marinesoldaten bis jetzt nicht eingesetzt worden, und die französische Marine war der deutschen zehn zu eins überlegen. Eine auch nur kurz andauernde Blockade der deutschen Häfen hätte für die bereits damals stark exportabhängige deutsche Wirtschaft schwerwiegende Folgen gehabt. Die französische Flotte operierte zu diesem Zeitpunkt zwar in der Nordsee und im Skagerrak, hatte jedoch erhebliche Versorgungsprobleme insbesondere mit Kohle und sah keine Möglichkeit, offensiv tätig zu werden. Kleinere Ziele an der Küste hätten keinen Angriff gerechtfertigt, Wilhelmshaven war zwar noch im Bau, aber bereits gut befestigt und mit schwerer Artillerie geschützt, und für Angriffe auf die Binnenhäfen fehlten detaillierte Karten oder Lotsen. All diese Punkte führten dazu, dass zwar zwei französische Flottenverbände im August in der Deutschen Bucht operierten, aber nicht tätig werden konnten.

## Aufmarsch der Armeen

### Mac-Mahons Marsch in Richtung Reims und Sedan

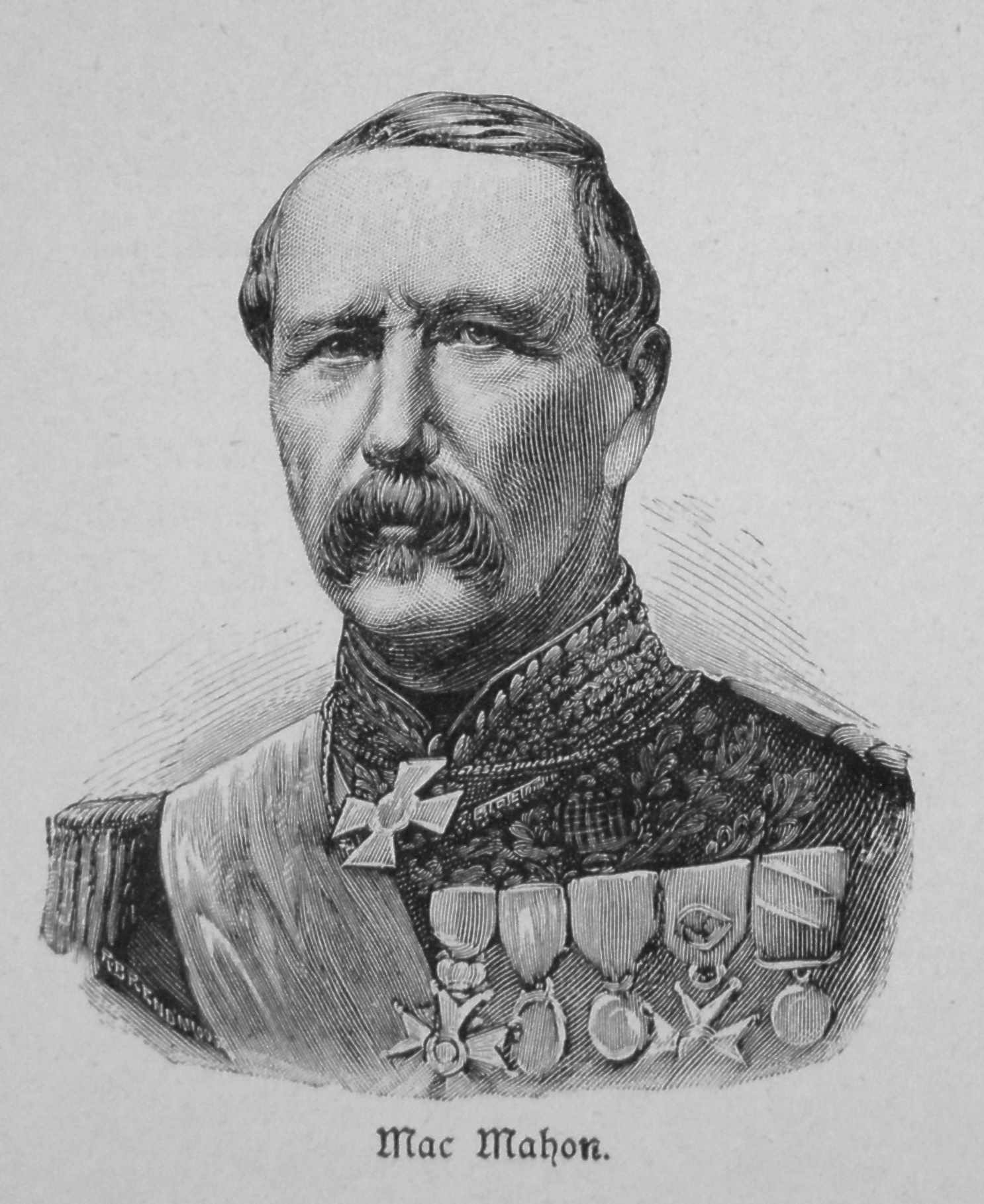
Marschall Mac-Mahon

Neben dem militärischen Ziel der Aufhebung der Belagerung von Metz gab es auch politische Gründe für den Marsch in Richtung Reims. Der Einmarsch einer im Feld geschlagenen Armee in Paris, die dazu noch einen langen Rückzug hinter sich hatte, hätte die schwierige innenpolitische Lage weiter destabilisiert. Gerade auch weil die Châlons-Armee aus so vielen Reservetruppen bestand, auf die der Kaiser sich nicht verlassen wollte bzw. konnte, sollten diese Truppen nicht nach Paris zurückgeführt werden. Für den Schutz von Paris wurde somit nur das XIII. Korps abgezogen und bildete den Kern der bald darauf auf ca. 100.000 Mann angewachsenen Besatzung von Paris.
Die Änderung der Marschrichtung nach Norden stellte für die französische Armee ein großes logistisches Problem dar. Auf dem Weg von Reims über Mézières nach Sedan standen nur wenige und dazu schlechte Straßen und eine einzige bald völlig überlastete Bahnstrecke zur Verfügung. Die notwendige Versorgung der Armee mit Lebensmitteln, Ausrüstung und Munition erwies sich als schwierig bis unmöglich.

### Marsch der deutschen Armeen in Richtung Paris
Am 19. August erhielt die 3. Armee den Befehl, vorläufig an der Maas Halt zu machen, um die Einheiten der Maasarmee aufschließen zu lassen. Die Maas wurde am 20. August erreicht. Der Zusammenschluss konnte am 22. August vollendet werden. Da man Kenntnis davon erhalten hatte, dass sich bei Châlons starke französische Kräfte sammelten, erging der Befehl an die 3. Armee, nach Châlons vorzurücken; die Maasarmee sollte gleichzeitig weiter nördlich in Richtung Paris vorgehen. Am 24. August stand die 3. Armee bereits an der Marne.
Auf dem Weg der Maasarmee befand sich die Festung Verdun, die am 23. August erreicht wurde. Nachdem ein Angriff am 24. August ohne Erfolg geblieben war, musste die Stadt umgangen werden. Gleichzeitig wurde mit der Belagerung begonnen. Diese konnte erst am 8. November erfolgreich beendet werden, als die bei Metz freigewordenen Belagerungsgeschütze zur Verfügung standen. Während der Belagerung war Verdun ein wichtiger Ausgangspunkt für Aktionen im Rücken der deutschen Front. Ein anderes Hindernis war die Festung von Toul. Auch diese Festung musste belagert werden, da ein direkter Sturmangriff erfolglos geblieben war (siehe Hauptartikel Belagerung von Toul). Erst in der letzten Augustwoche stieß Prinz Albert von Sachsen daher weiter über Sainte-Menehould und Vitry-le-François vor.
Während dieses Vormarsches traten zwar bei den deutschen Verbänden die ersten Versorgungsengpässe an Nahrungsmitteln auf, es gelang aber, eine Mindestversorgung durch Requirierungen und Ankäufe von Lebensmitteln in den Ortschaften entlang des Marsches sicherzustellen. Gleichzeitig kamen die deutschen Reserveverbände bei den Armeen an. Bis zum 24. August 1870 hatte das deutsche Heer insgesamt Verstärkungen von 150.000 Mann erhalten, Einheiten mit insgesamt 300.000 weiteren Soldaten wurden gerade aufgestellt. Damit waren nicht nur die Verluste der ersten Wochen ausgeglichen, es konnten auch Einheiten für diverse kleinere Belagerungen und für den Schutz der Nachschubwege abgestellt werden. Neben der rein zahlenmäßigen Verstärkung zum Ausgleich erlittener Ausfälle kam auch noch das VI. Korps unter General von Tümpling zur 3. Armee. Dieses Korps war bis zum 6. August als Reserve für einen möglichen Konflikt mit Österreich in Schlesien geblieben.
Während des Vormarsches der deutschen Truppen traten im Gebiet entlang der Maas erstmals Franc-tireurs in größerem Maße in Erscheinung. Gleichzeitig aber erklärten sich auch Ortschaften als offene Städte bzw. Dörfer. So öffnete sich die Stadt Bar-le-Duc den ersten preußischen Reitern, da man keine Möglichkeit der Verteidigung sah. Der deutsche Kronprinz nahm daraufhin in Bar-le-Duc für einige Tage sein Hauptquartier.
Am 24. August hatte eine preußische Kavallerie das inzwischen verlassene Lager von Châlons-en-Champagne erreicht. Andere Patrouillen stießen bis kurz vor Reims vor, verhörten die örtlichen Bürgermeister und beschlagnahmten jede Postsendung in den örtlichen Postämtern, in der Hoffnung, hierbei brauchbare Informationen zu finden.
Da am 25. August noch keine genauen Informationen über die Bewegungen von Mac-Mahon vorlagen, wurde beschlossen, am Tag darauf weiter in Richtung Reims vorzurücken. Der direkte Weg für Mac-Mahon nach Metz war verlegt, und ein Ausweichen in Richtung belgische Grenze wurde als wenig wahrscheinlich angesehen. Für den 27. August wurde ein weiterer Ruhetag geplant. Wären diese Pläne umgesetzt worden, hätte Mac-Mahon gute Chancen gehabt, an den deutschen Truppen vorbei nach Metz vorzustoßen.

### Rechtsschwenk der Maasarmee und der 3. Armee
Im Laufe des 25. August verdichteten sich die Informationen über die tatsächlichen Bewegungen von Mac-Mahon. Moltkes Aufklärung hatte die am Vortag vorgefundenen privaten Briefe ausgewertet, die auf diese Truppenbewegung hindeutete. Dies war keine belastbare Aufklärung, aber Moltke entschied sich dennoch, gegen den Rat aller Divisionskommandeure für das gewagte Manöver. Um dessen Armee noch abzufangen, war ein Rechtsschwenk der deutschen Einheiten erforderlich. Das Problem war jedoch, dass man für einen Vormarsch Richtung Westen ausgerichtet war und nicht Richtung Norden. Im Hauptquartier in Bar-le-Duc wurde die Entscheidung getroffen. Um 23 Uhr erging der Befehl mit den geänderten Marschrichtungen. Wenn man den Rechtsschwenk erfolgreich umsetzen könnte, dann waren die Chancen sehr gut, die Armee von Mac-Mahon gegen die belgische Grenze zu drücken und dort auszuschalten. Gleichzeitig bedeutete der Rechtsschwenk aber auch ein großes Risiko. Die beiden deutschen Armeen gingen jetzt nebeneinander auf einer Breite von fast 50 km vor und würden sich kaum gegenseitige Unterstützung geben können. Auch gab es neben der eigenen Aufklärung noch Berichte in diversen Zeitungen, welche die Franzosen auf dem Rückzug nach Paris meldeten. Der Vormarsch hätte sich somit auch als Fehler herausstellen können und den Franzosen auf dem Marsch nach Paris einen Vorsprung von einer Woche eingebracht.
Am 26. August wurde mit der Umsetzung der geänderten Pläne begonnen, deren zufolge die Maasarmee und die Deutsche 3. Armee nun nach rechts schwenkten. Der Vormarsch wurde aber durch schlechtes Wetter und unwegsames Gelände behindert. Bei Vouziers und Grandpré kam es zum Kontakt mit französischen Einheiten, ohne dass sich daraus größere Kämpfe entwickelten.
Aus dem Belagerungsring um Metz wurden vorsorglich das III. und II. Korps herausgezogen, um notfalls die Maasarmee zu unterstützen. Nachdem klar geworden war, dass man die beiden Korps nicht brauchen würde, kehrten sie nach Metz zurück.
Für den 27. August wurden der Vormarsch auf Damvillers sowie die Sicherung der Maasübergänge bei Dun-sur-Meuse und Stenay angeordnet; der Vormarsch erfolgte dabei weitgehend ohne Feindberührung. Die französische Kavallerie hing zu diesem Zeitpunkt hinter der eigenen Armee zurück, normalerweise wäre es ihre Aufgabe gewesen, die rechte Flanke der Armee zu sichern. Aus dieser Sicherung hätten sich dann viele Kontakte zwischen der Kavallerie ergeben, ein deutliches Zeichen dafür, dass Mac-Mahon wie vermutet vorrücken würde. Lediglich bei Buzancy kam es zu einem kleinen Gefecht zwischen Kavallerieeinheiten. Im Laufe des Tages wurde deutlich, dass die französischen Einheiten die Maas noch nicht überschritten hatten. Daraufhin wurde für den nächsten Tag der Vormarsch auf Vouziers und Beaumont angeordnet. Da die Einheiten der Dritten Armee aber noch nicht ihre vorgesehenen Stellungen erreicht hatten, sollte ein Entscheidungskampf am 28. August noch vermieden werden.
Auf französischer Seite hatte man kaum Informationen über die deutschen Einheiten. Nachdem klar geworden war, dass ein Durchbruch von Marschall Bazaines durch die Belagerungslinien bei Metz nicht mehr zu erwarten war, sollte ein Rückzug in Richtung Mézières erfolgen. Dieser Rückzug wurde jedoch auf Druck aus Paris gestoppt. Für den 28. wurde ein Vorrücken auf Montmédy geplant. Durch die Vorstöße deutscher Kavallerie waren die Telegrafenlinien nach Paris oft gestört, so dass die Übermittlung von Nachrichten immer schwieriger wurde.
Auf deutscher Seite wurden die letzten Zweifel über die strategische Situation beseitigt, nachdem am 28. August ein französischer Offizier mit den kompletten Marschplänen und der Schlachtordnung (Ordre de Bataille) gefangen genommen worden war.
Der 29. August war geprägt vom gegenseitigen Abtasten. Da auf beiden Seiten noch nicht alle Einheiten am Kampf teilnehmen konnten, wurde die Entscheidung auf den nächsten Tag verschoben. Bei Nouart kam es zu einem Gefecht zwischen dem französischen V. Korps (Pierre de Failly) und dem sächsischen XII. Korps. Da es an diesem Tag nur darum ging, die Stärke des Gegners festzustellen, zogen sich die Franzosen am Nachmittag in südlicher Richtung zurück. Die 5. Kavalleriedivision, inzwischen der Dritten Armee zugeordnet, rückte in Richtung Attigny vor und zerstörte zwischen Rethel und Mézières die Eisenbahnstrecke.

### Politische Risiken
Ende August war man sich im deutschen Hauptquartier darüber klar, dass man Mac-Mahon ausmanövriert hatte und bald erfolgreich schlagen würde. Ob dies durch ein Abdrängen nach Belgien, eine Schlacht mit Rückzug und Verfolgung oder durch eine Kesselschlacht erfolgen würde, war hierbei nicht ausschlaggebend. Problematisch wäre es nur gewesen, wenn Napoleon III. in der folgenden Schlacht gefangen oder getötet worden wäre. Die innenpolitischen Auswirkungen wurden, wie sich in den folgenden Tagen herausstellte, realistisch beurteilt. Bismarck brauchte Napoleon III. als Machthaber, um mit ihm einen schnellen Frieden schließen zu können, solange sich die anderen europäischen Mächte weiterhin neutral verhielten. Ein langwieriger Kampf mit einer postrevolutionären Republik könnte den Krieg auf dritte Staaten ausweiten, würde unnötige Opfer kosten und in Deutschland Erwartungen wecken, die einen Friedensschluss wie mit Österreich erheblich erschweren würden.

## Schlacht von Beaumont
Am 30. August 1870 waren die beiden deutschen Armeen dabei, die Lücke zwischen sich langsam zu schließen. Sie trafen sich in der Nähe von Beaumont, wo das französische V. Korps (General de Failly) nach den Kämpfen vom Vortag und einer durchmarschierten Nacht völlig erschöpft lagerte. Gleichzeitig und völlig überraschend wurden die Franzosen von zwei deutschen Korps (IV. und I. Bay.) aus der Bewegung heraus angegriffen. Ohne die Möglichkeit, sich zur Verteidigung zu organisieren, wurden die Franzosen dabei zurückgetrieben und mussten 5.700 Tote und Verwundete, 1.800 Gefangene und den Verlust des größten Teils ihrer Ausrüstung beklagen. Die deutschen Verluste beim Angriff und der Verfolgung beliefen sich auf insgesamt 3.400 Mann, hauptsächlich als die fliehenden Franzosen sich vor der Maas zur Verteidigung sammeln konnten. Mac-Mahon hatte nach diesem Gefecht keine andere Möglichkeit mehr, als sich hinter der Maas nach Sedan zurückzuziehen. Dort hoffte er seine Truppen zu verpflegen und mit Nachschub und Munition zu versorgen.

## Lage am 31. August

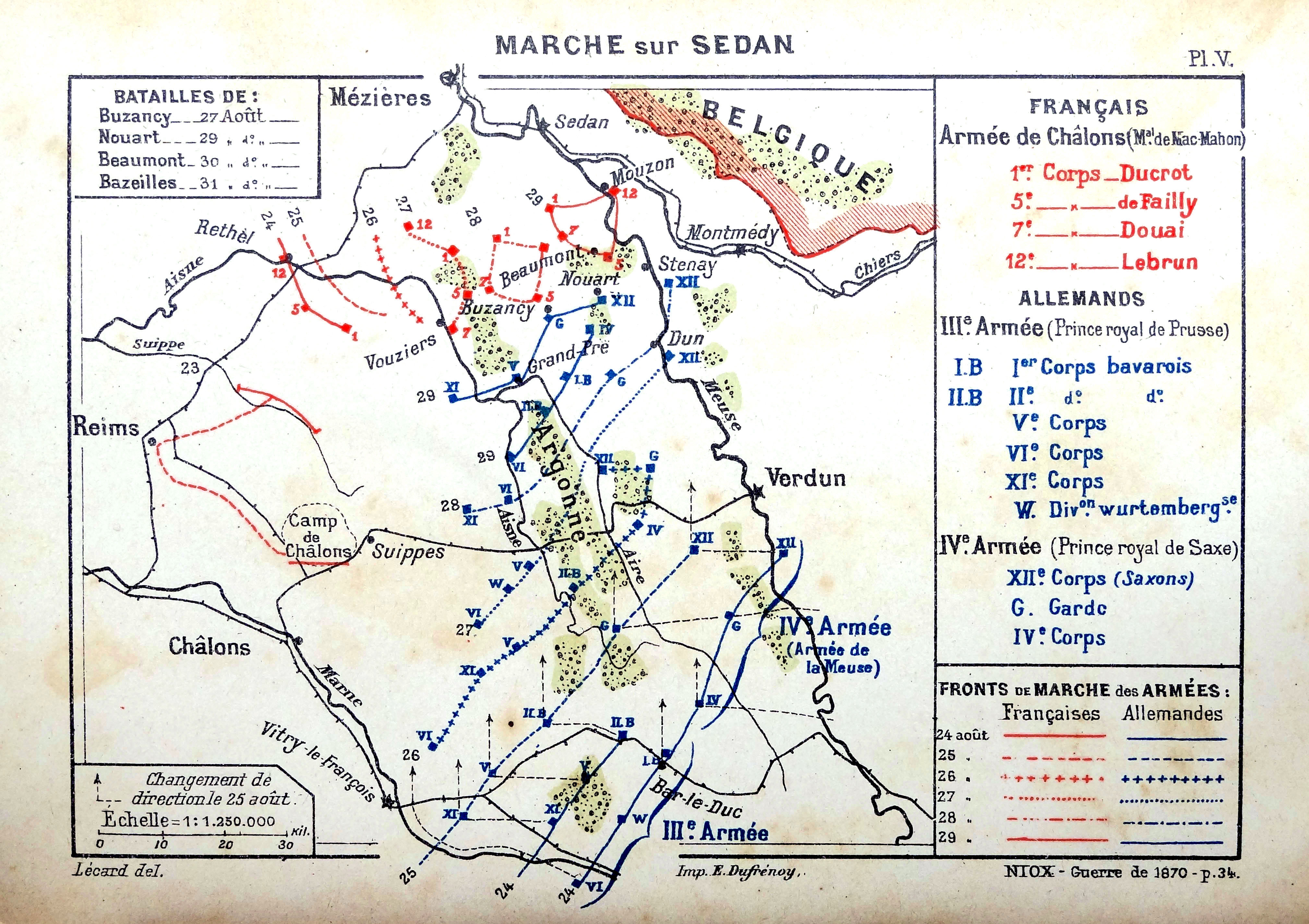
Aufmarschskizze zur Schlacht bei Sedan

Die deutsche 3. Armee marschierte westlich von Sedan auf Donchery vor, um den letzten Rückzugsweg der Franzosen nach Paris über Mézières in die Hand zu bekommen. Weil die Stärke und Geschwindigkeit der deutschen Truppen unterschätzt wurde, glaubte Mac-Mahon die französische Armee bei Sedan reorganisieren und ihren Nachschub ergänzen zu können, obwohl sich die Einschließung schon abzeichnete. Auf französischer Seite waren an der folgenden Schlacht vier Korps beteiligt, die relativ gebündelt im engen Terrain rund um die alte Festung Sedan konzentriert wurden. Das eingenommene Gelände war hügelig, in der Mitte desselben befand sich der Wald von La Garenne, mit der Vorstadt Torcy wurde ein befestigter Brückenkopf auf dem linken Ufer der Maas gehalten. In der südlichen Ecke zwischen Daigny, Bazeilles und Balan verteidigte das XII. Korps (Lebrun), die Ostseite von Daigny bis gegen Illy wurde vom I. Korps (Ducrot) eingenommen, das noch eine Division über Douzy heranzog. Den nördlichen Abschnitt zwischen Illy und Floing wurde dem VII. Korps unter General Felix Douay übertragen. Als Reserve wurde das abgekämpfte V. Korps (General de Failly) im Wald von La Garenne konzentriert, die Kavallerie im Maastal zusammengezogen. Diesen Kräften standen am Höhepunkt der Schlacht sieben deutsche Armeekorps gegenüber, die sich um Sedan herum großflächig verteilten.
Der deutsche Generalstabschef Helmuth von Moltke befahl dem V. und XI. Korps, sich zwischen Sedan und die belgische Grenze zu schieben, um den für die Franzosen nach Westen noch offenen Fluchtweg abzuschneiden.
Im Süden war die Maasarmee (6. Infanterie- und 1. Kavallerie-Division) mit dem XII. Korps über Mouzon auf Douzy vorgegangen, das IV. Armeekorps unter General von Alvensleben folgte dahinter nach Autrecourt. Im Osten aus dem Raum Carignan kommend, folgte das Gardekorps unter Prinz August von Württemberg dem nach Sedan zurückgehenden französischen I. Korps nach Sally, die Vorhut erreichte den Ort Francheval.
Die deutsche 3. Armee (9 Infanterie- und 3 Kavallerie-Divisionen und detachiertes VI. Korps) folgte in Eilmärschen hinter den angeschlagenen französischen Truppen; ihre Spitzenverbände erreichten bereits am 31. August die belgische Grenze. Am linken Flügel hatte das XI. Armeekorps unter General von Gersdorff Donchery besetzt und kontrollierte dadurch das rechte Maasufer samt der Eisenbahnlinie nach Mezieres. Die württembergische Division hielt südlich der Maas bei Flize, dahinter schloss das V. Armeekorps unter General von Manstein bei Connage auf. Nach Westen gegen Mezieres hatte die 4., 5. und 6. Kavallerie-Division abzusichern, wo bereits eine Division des neu aufgestellten französischen XIII. Korps unter General Vinoy versammelt worden war. Das Hauptquartier des Kronprinzen von Preußen wurde nach Vendresse vorverlegt.

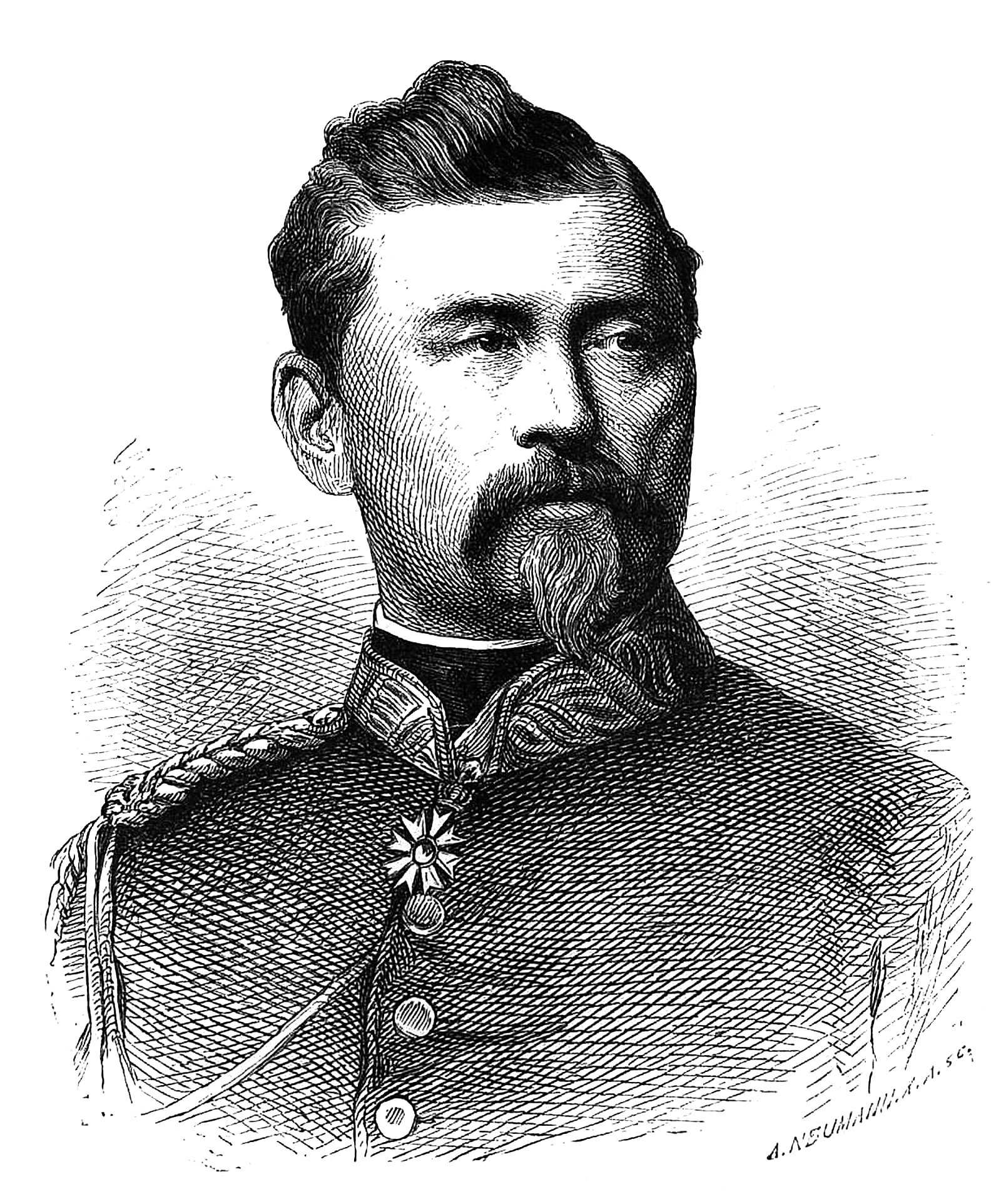
General von der Tann

Am südlichen Abschnitt von Sedan, wo sich die schwersten Kämpfe entwickeln sollten, marschierte das 1. Bayerische Korps unter General von der Tann, im zweiten Treffen das IV. Korps und das 2. Bayerische Korps unter General von Hartmann auf.
Am 31. August gelang es einer Vorausabteilung des 4. Bayerischen Jägerbataillons, die Eisenbahnbrücke unterhalb Remilly zu besetzen, ehe sie von französischen Truppen gesprengt werden konnte. Nördlich des Ortes errichteten sie eine Pontonbrücke, um erneut die Maas zu überqueren, die dort einen Bogen schlägt. Die nachrückenden Teile des Bataillons überquerten so den Fluss Maas und erreichten mit Hilfe der Pontonbrücke den Ort Bazeilles, etwa 5 km südöstlich von Sedan. Der Ort war die südlichste Verteidigungsstellung der französischen Armee und mit starken Truppenverbänden besetzt. So wurden die bayerischen Vorausabteilungen durch einen energischen Gegenangriff wieder bis zur Brücke zurückgedrängt, die aber gehalten wurde.
Der nominelle deutsche Oberbefehlshaber König Wilhelm von Preußen und der Generalstab bezogen ihr Quartier am westlichen Flussufer gegenüber der Vorstadt Torcy auf einem Hügel hinter Frénois. Kaiser Napoléon III. befand sich ebenfalls in Sedan, aber er griff zunächst nicht in militärische Belange ein.

## Verlauf der Schlacht

### Kämpfe um Bazeilles und am Givonne

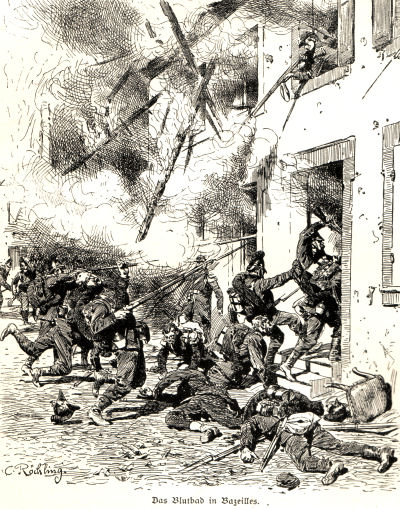
Das Blutbad in Bazeilles

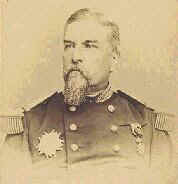
General Auguste-Alexandre Ducrot

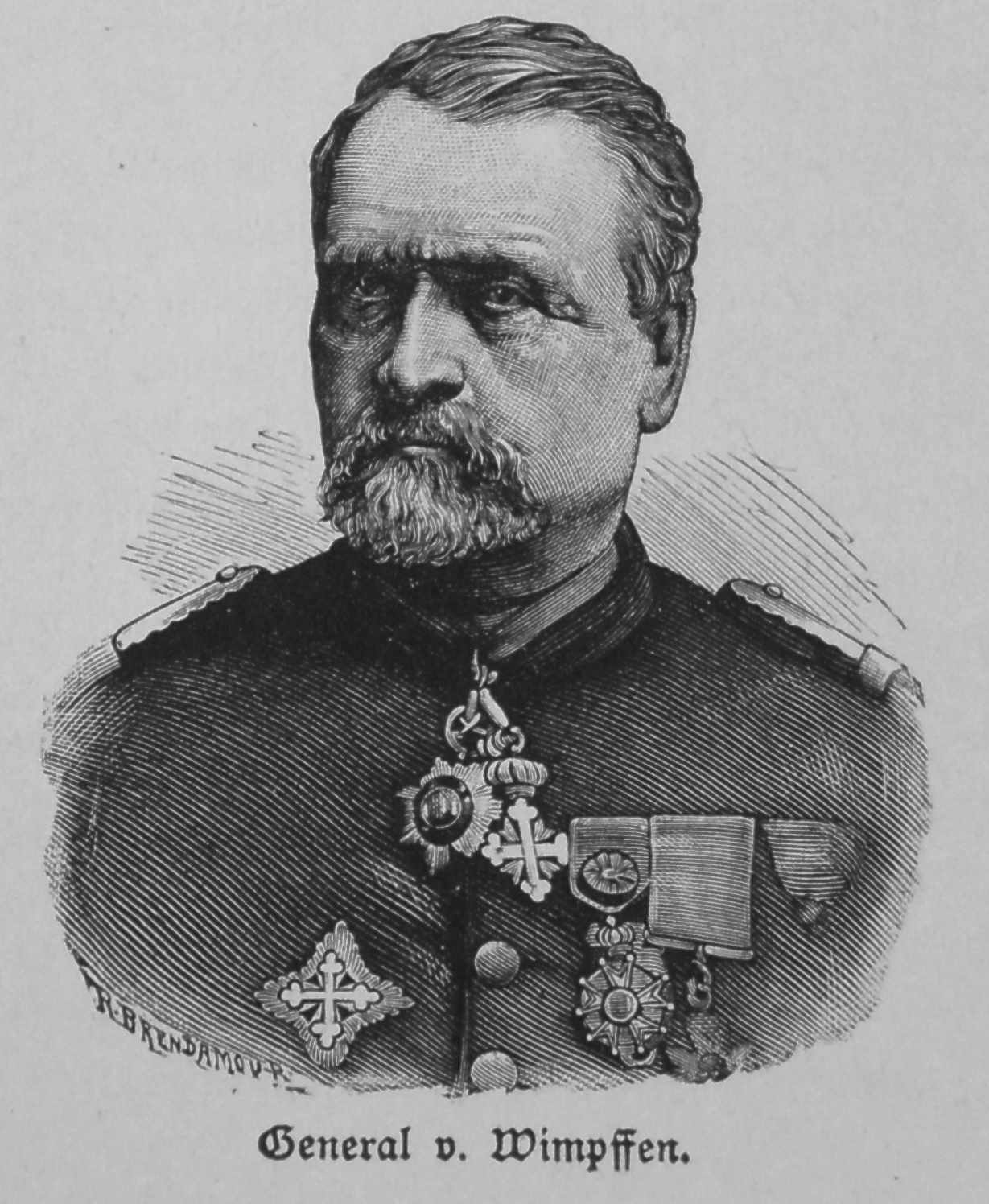
General Emanuel Felix de Wimpffen

Am 1. September um 04:00 Uhr begann am südlichen Abschnitt die eigentliche Schlacht. Die 1. Brigade der 1. Bayerischen Division (Generalleutnant von Stephan) überschritt die Brücke von Remilly und drang in den Ort Bazeilles ein. Starker Widerstand des französischen XII. Korps unter General Lebrun zwang die Bayern, auch die gesamte 2. Division (Generalmajor von Schuhmacher) zur Verstärkung nach Bazeilles hineinzuschicken. Im Ort entwickelte sich ein heftiger Häuserkampf um einige von den französischen Verteidigern hartnäckig verteidigte Gebäude. Prinz Georg von Sachsen sandte, obwohl dessen 24. Division (General von Nehrhoff) beim Angriff auf La Moncelle schwere Verluste hatte, den Bayern seine ganze Artillerie zur Hilfe. Bald standen zu beiden Seiten der Straße nach Lamecourt zwölf deutsche Batterien zur Verfügung. Auch französische Einwohner beteiligten sich an den Kämpfen. Durch die Kampfhandlungen, darunter gezielte Brandstiftungen der Bayern, wurde nahezu das gesamte Dorf zerstört. Erst gegen 11 Uhr gelang es den Bayern, nach dem Eingreifen der Tête der 8. Division (IV. Korps) bis zum Ort Balan durchzudringen und so die Verteidiger von Bazeilles von den französischen Linien abzuschneiden. Unter diesen Bedingungen war es den bayerischen Truppen möglich, den letzten Stützpunkt im völlig zerstörten Ort zu stürmen, nachdem dessen Verteidigern, unter denen sich Marineinfanteristen der „Blauen Division“ befanden, die Munition ausgegangen war. Während noch die Kämpfe in Bazeilles tobten, eroberte das XII. Korps nach anfänglichen Schwierigkeiten die Orte Daigny und Moncelle in der unteren Givonne-Schlucht. Auch die Verluste der hier kämpfenden sächsischen und preußischen Truppen waren schwer, da die Franzosen die Orte immer wieder mit starken Entsatzangriffen zurückzuerobern versuchten.
Die französischen Truppen unterstanden am 1. September noch Marschall Mac-Mahon. Als dieser um 05:45 Uhr verwundet wurde, übertrug er das Kommando an General Auguste-Alexandre Ducrot als den am besten von allen Befehlshabern mit der Lage Vertrauten. Ducrot übernahm das Kommando um 06:30 Uhr und befahl eine Verschiebung der französischen Truppen nach Norden, um der von ihm erkannten Gefahr der Einkreisung zu begegnen. Um 08:30 Uhr übernahm der erst am Tage zuvor in Sedan eingetroffene General Wimpffen aufgrund eines ihm vom Premier- und Kriegsminister Graf Palikao aus Paris mitgegebenen Befehls, welchen bis dahin niemand vor Ort kannte, das Kommando und nahm Ducrots Befehle zurück, weil er nach Südosten, in Richtung Carignan durchbrechen wollte.

### Westlicher und nördlicher Abschnitt
Langsam wurde den Preußen und ihren Verbündeten die Unschlüssigkeit der französischen Führung klar. Sie erkannten, dass die Franzosen nicht nach Mézières abmarschierten, um der Umschließung zu entgehen. Das angeschlagene XI. und das V. Korps schlossen nun von Norden her den Kessel um Sedan. Das XI. Korps erreichte den Ort Floing, etwa 4 km nördlich von Sedan, und setzte sich dort trotz schwerer Gegenangriffe französischer Infanterie und Kavallerie (u. a. drei Regimenter Chasseurs) fest. Das V. Armeekorps riegelte die Straße ab, die aus Illy herausführt, und begann mit dem Angriff auf den strategisch wichtigen Kalvarienberg. Als der Berg erobert wurde, war Sedan ringsum eingekesselt. General Ducrot kommentierte die Lage mit dem Ausspruch: « Nous sommes dans un pot de chambre et nous y serons emmerdés. » (deutsch: „Wir sitzen in einem Nachttopf, und wir werden darin zugeschissen werden.“)

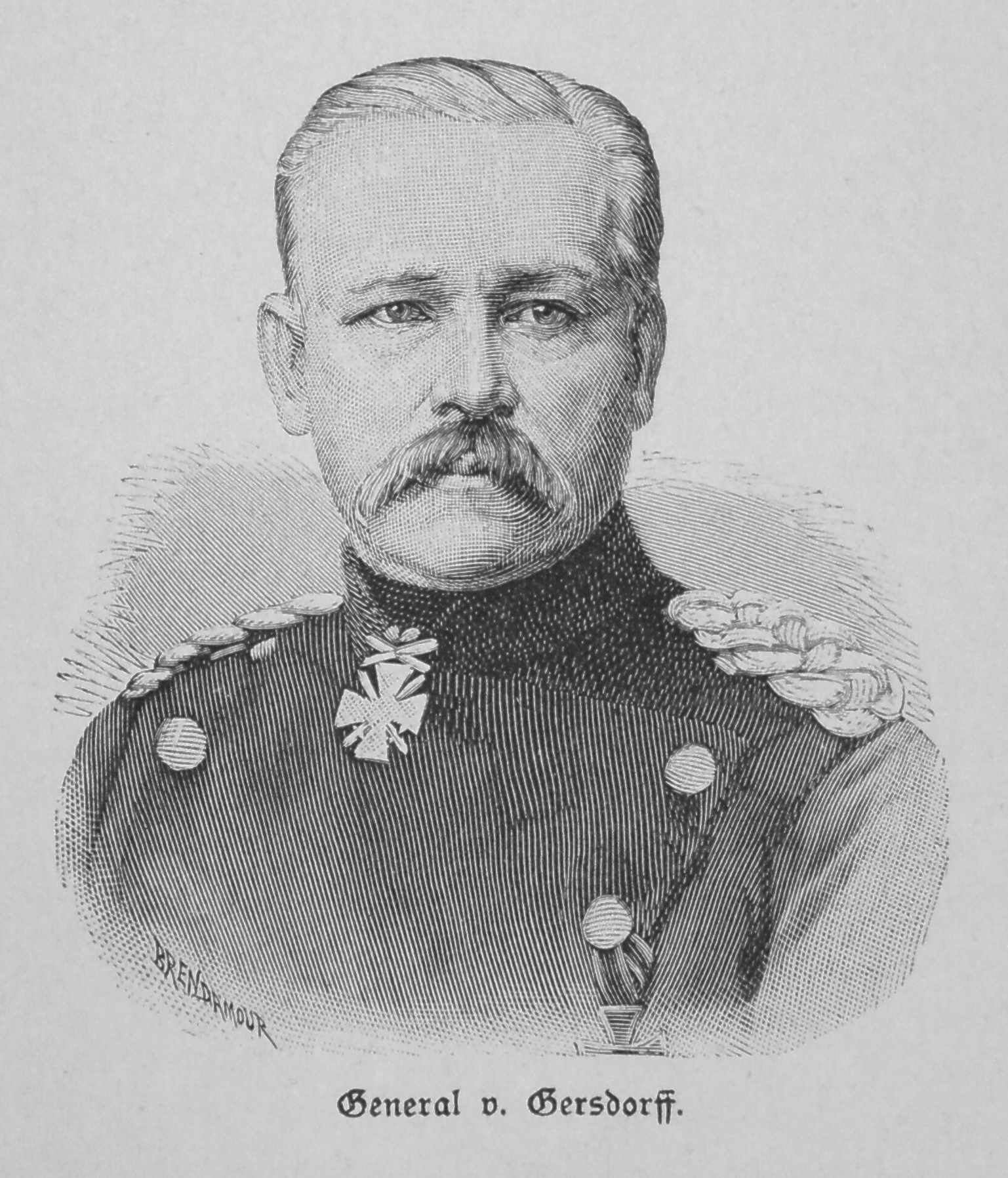
General von Gersdorff

Auf französischer Seite förderte der Führungs- und der damit verbundene Strategiewechsel nun aktiv die eigene Vernichtung. Wimpffen entzog dem im Norden um Floing und Illy kämpfenden VII. Korps unter General Douay Teile seiner Truppen, um damit die Ostflanke am Givonne-Bach zu verstärken. Trotz dieser Schwächung warf Douay am Nordabschnitt alles in die Schlacht, um Floing und den entscheidenden Kalvarienberg zurückzuerobern. Die Reste seiner Infanterie und die gesamte Kavalleriereserve stürmten gegen die Linien des deutschen XI. Korps.
Bis in die Stellungen der deutschen Artillerie zwischen Floing und Illy brachen sie durch, bevor der Angriff von Reserven des V. Korps aufgehalten wurde. Die vorgehende Kavalleriedivision Margueritte verlor schon beim Ansatz ihrer Attacke ihren Kommandeur, darauf führte General Gallifet die Reiterei in drei Treffen zum Angriff. Drei französische Generäle fielen mit ihren Reitern, zudem wurde eine unbekannte Zahl an Soldaten getötet oder verwundet. Zwei frische Regimenter der deutschen Reserve drangen nun bis zum Dorf Cazal vor und eroberten es unter teils schweren Verlusten. Bei diesen Kämpfen wurde General von Gersdorff tödlich getroffen, General von Schkopp, Kommandeur der 22. Division, übernahm vertretungsweise die Führung. Damit war die Basis der französischen Verteidigungsstellung auf die Festungsanlagen um Sedan zwischen Cazal und Balan reduziert.
Am östlichen Abschnitt griffen derweil Truppen des preußischen Gardekorps in Richtung des Ortes Fond de Givonne gegen die Stellungen des französischen I. Korps an. In Auflösung befindliche Teile verschiedener französischer Divisionen hatten sich, aus Norden und Süden abgedrängt, in das Wäldchen Garenne nördlich des Ortes geflüchtet und wurden dort im Kreuzfeuer deutscher Artillerie fast vollständig zerschlagen. Nur kompanie- und gruppenweise wurde dort noch Widerstand geleistet, als Teile der preußischen 1. Garde-Division den Wald einnahmen und mehrere tausend Gefangene machten.
Die Erstürmung von Fond de Givonne brachte die französischen Linien zum Zusammenbruch, und die Truppen zogen sich ungeordnet und unter ständigem Artilleriefeuer in die alte Festung Sedan zurück.

### Letzter französischer Gegenstoß und Waffenstillstand

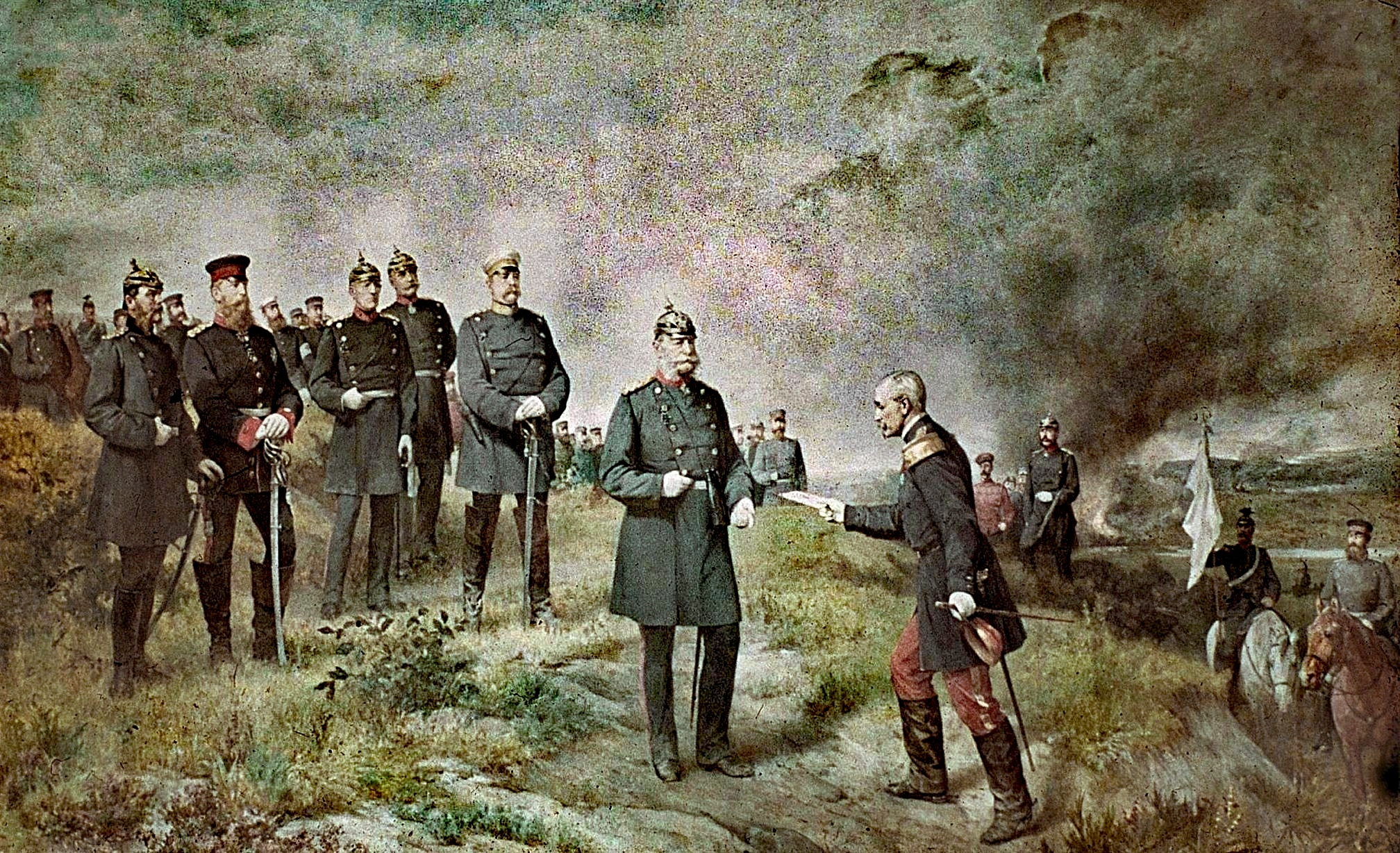
General Reille überbringt König Wilhelm I. auf dem Schlachtfelde von Sedan das Schreiben Kaiser Napoleons. Wandbild von Carl Steffeck

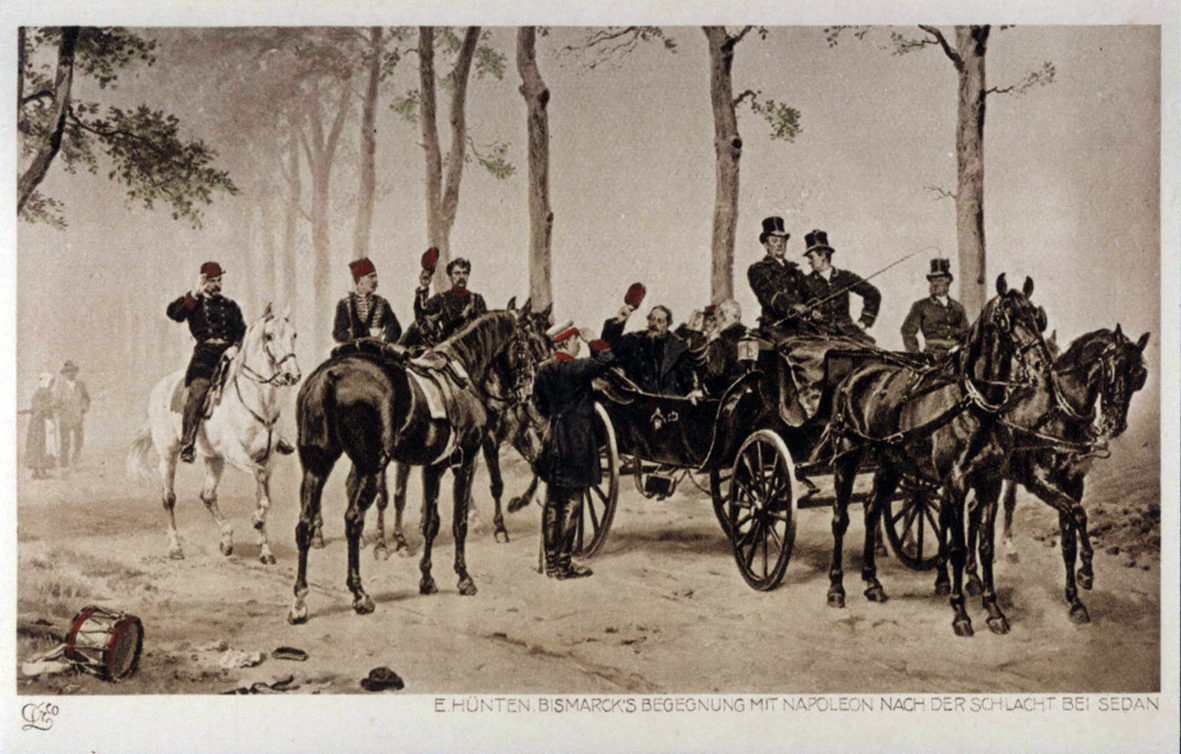
Kaiser Napoleon III. trifft Bismarck nach der Schlacht von Sedan, Postkarte nach einem Gemälde von Emil Hünten

Wimpffen war es jetzt möglich, mit den noch einsatzfähigen Resten seiner Truppen aus der Festung heraus einen letzten konzentrierten Angriff gegen Balan zu starten und die preußischen und bayerischen Truppen hier zurückzudrängen. Das zusammengefasste Feuer der deutschen Artillerie erstickte jedoch den französischen Angriff, bevor er über Balan hinaus erfolgreich werden konnte. Mit einem Gegenangriff der Bayern und des IV. Korps gelang es, Balan zurückzuerobern.
Da sich die französischen Offiziere nun weigerten, ihm weiter zu folgen, ordnete Wimpffen widerwillig, aber ohne andere Optionen, auf Weisung Napoleons III. den Rückzug in die Festung an. Nachdem eine weiße Flagge gehisst worden war, schwiegen die Waffen. Zwei deutsche Parlamentäre wurden von König Wilhelm zur Festung geschickt, um die Übergabe zu fordern. Sie wurden direkt zu Kaiser Napoléon III. geführt, von dessen Anwesenheit die Deutschen bisher nichts gewusst hatten. Gegen 7 Uhr abends ritt dann der kaiserliche Generaladjutant Graf Reille auf die Höhen von Frénois und übergab das Kapitulationsangebot an König Wilhelm von Preußen.

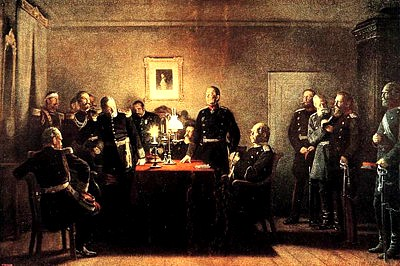
Die Kapitulationsverhandlungen von Donchery (1./2. September 1870, Mitternacht). Öl auf Leinwand, 3,20 × 4,20 m, Diorama im Sedan-Panorama Berlin, Anton von Werner 1885 (verschollen)

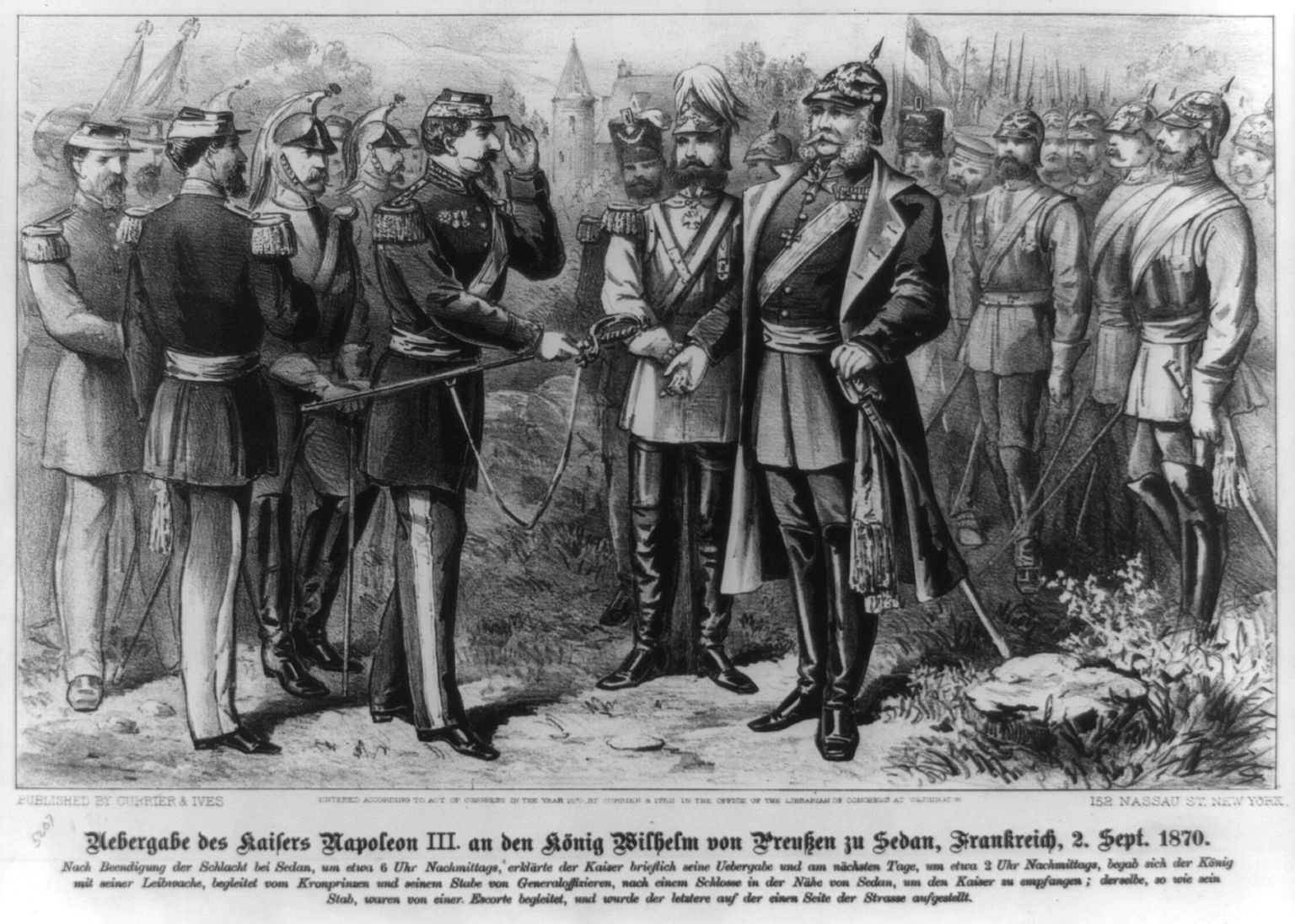
Übergabe des Kaisers Napoleon III. an König Wilhelm von Preußen in Sedan am 2. September 1870

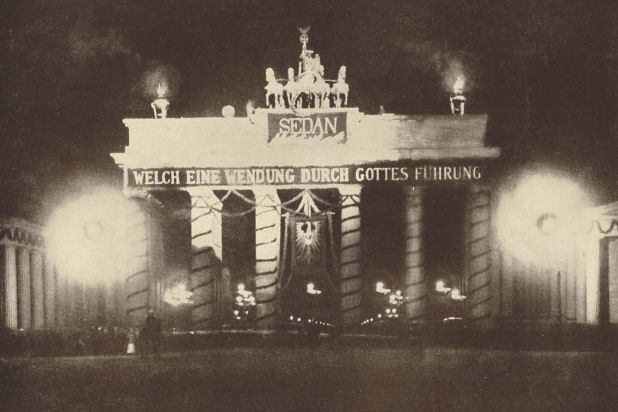
Brandenburger Tor am Sedantag 1898

Die Antwort des Königs bestimmte Moltke zum Verhandlungsführer. Da Napoléon kein Kommando in der Armee hatte und sich somit nur als Person ergeben konnte, musste der französische Oberkommandierende noch mit der Armee kapitulieren. Die Nacht verbrachte Napoleon in Sedan. Für die Zeit der Verhandlungen wurde eine auf den 2. September, 04:00 Uhr, befristete Waffenruhe vereinbart.
Wimpffen forderte bei den um 22:00 Uhr beginnenden Verhandlungen gegenüber Moltke und Bismarck, seine Armee auf Ehrenwort in die Heimat oder nach Algier zu entlassen. Moltke lehnte dies ab. Er und Bismarck forderten die Kriegsgefangenschaft für das gegnerische Heer. Als Wimpffen sich weigerte, drohte Moltke, das Feuer nach Ablauf der Waffenruhe wieder zu eröffnen. Den gemeinsamen Bemühungen Bismarcks und Moltkes gelang es dann jedoch bis 01:00 Uhr, Wimpffen die Aussichtslosigkeit des weiteren Kampfes zu verdeutlichen, woraufhin die Waffenruhe bis 09:00 Uhr verlängert wurde, damit ein französischer Kriegsrat sich über die Entscheidung – Kriegsgefangenschaft oder Weiterkämpfen – schlüssig werden konnte. Dieser Kriegsrat fand am 2. September ab 07:00 Uhr statt und endete mit der Annahme der Kapitulation, welche, nachdem auch Napoleons Interventionsversuch gescheitert war, um 11:00 Uhr unterschrieben wurde. Auf Bitte Wimpffens hatte sich Napoleon um 05:00 Uhr zu Bismarck begeben, um von ihm bzw. König Wilhelm bessere Kapitulationsbedingungen zu erhalten. Wilhelm lehnte es jedoch ab, den Kaiser vor der Kapitulation zu empfangen, und Bismarck verwies auf die ausschließliche Kompetenz Moltkes in dieser rein militärischen Frage.
Es gingen 39 Generäle, 2.830 Offiziere und 83.000 Soldaten in Kriegsgefangenschaft. Zusätzlich waren schon während der Kampfhandlungen 21.000 Mann gefangen worden. Weil Bazaine mit seinen 180.000 Mann nach wie vor in Metz eingeschlossen war, hatte Frankreich nach der Niederlage von Sedan keine handlungsfähige Armee mehr im Felde.
Am Nachmittag des 3. September drang die Kunde von der Niederlage und der Gefangennahme durch ein Telegramm des Kaisers an die Kaiserin nach Paris. Am 4. September wurde die Deputiertenkammer von Volksmassen gestürmt, kurz danach die Absetzung des Kaisers verkündet und die Republik ausgerufen. Noch in derselben Nacht verließ die Kaiserin Paris und floh nach England. In Paris wurde eine Regierung der nationalen Verteidigung gebildet, der u. a. Jules Favre und Léon Gambetta angehörten.

## Sedantag
Im späteren Deutschen Kaiserreich wurde am 2. September der „Sedantag“ als patriotischer Feiertag an Stelle eines noch nicht existierenden Nationalfeiertages gefeiert. Am 27. August 1919 gab das Innenministerium der Weimarer Republik bekannt, dass es keine Sedanfeiern mehr geben werde. Zuvor war der Sedantag vor allem ein Feiertag des kaisertreuen Bürgertums, des Adels sowie des Militärs, der preußischen Beamtenschaft und der ländlichen Bevölkerung gewesen, nicht oder kaum einer der Arbeiterschaft.

## Erinnerung

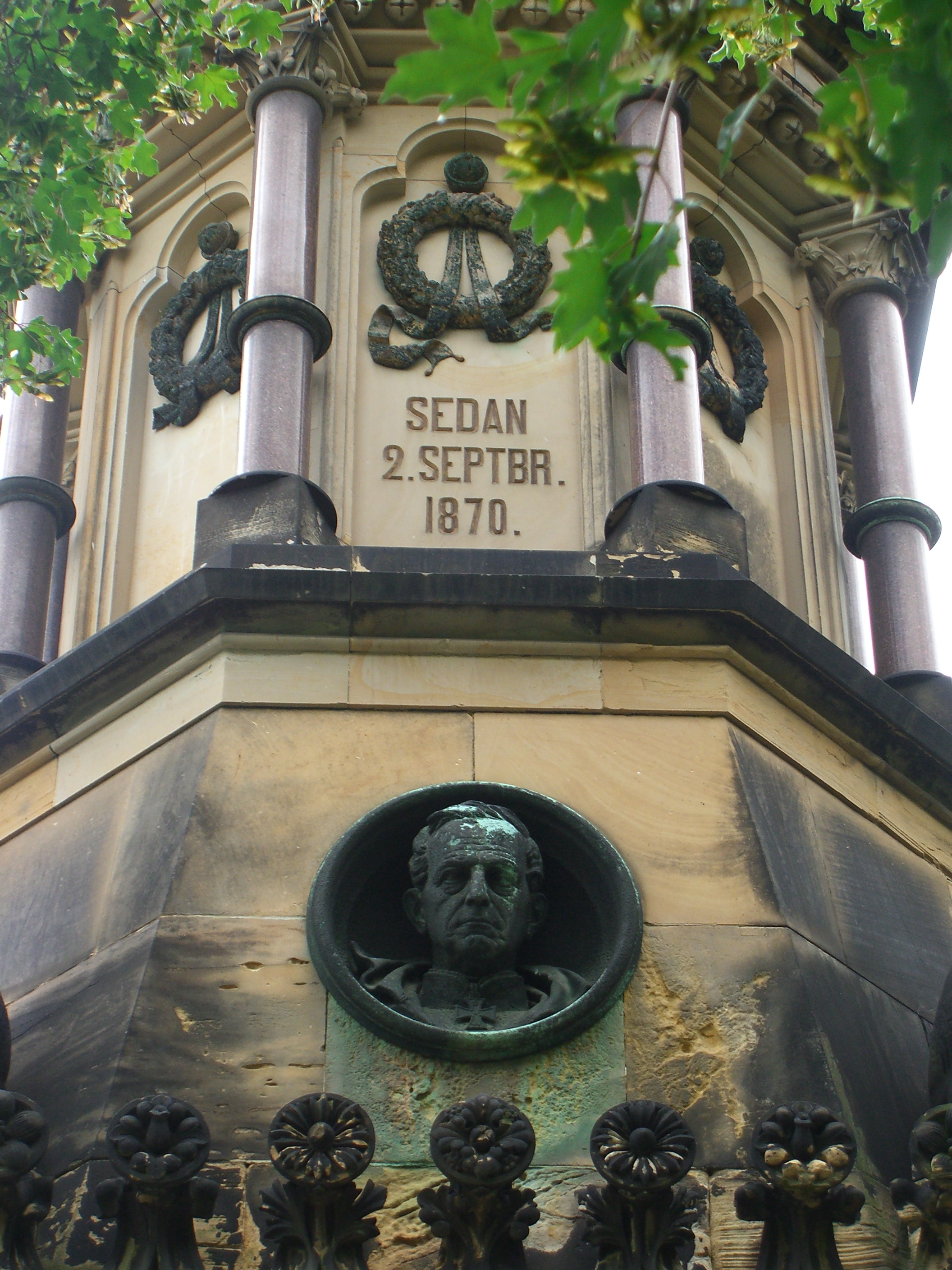
Kriegerdenkmal (Magdeburg)

In Deutschland erinnern Namen von Plätzen und Straßen an die Schlacht von Sedan, z. B. in Freiburg, Hamburg, Hamm, Hannover (zugleich Stadtbahnstation), Kiel, Köln, Lünen und Wiesbaden. In Wuppertal gibt es das Gymnasium Sedanstraße. Die damals in großer Zahl gepflanzten Sedaneichen sind in einigen deutschen Städten bis heute erhalten, etwa in Heilbronn, Soltau oder Halle (Saale), wohingegen die Mehrzahl in Vergessenheit geriet oder nicht mehr existiert. In den kleinsten Dörfern Deutschlands, wie Sprottischwaldau/ Niederschlesien mit 16 Häusern, wurde die Erinnerungskultur gepflegt. In München wurden viele Straßen um den Ostbahnhof, heutige Stadtviertel Au-Haidhausen und Giesing, danach benannt, weswegen es im Volksmund auch heute noch Franzosenviertel genannt wird (z. B. Balanstr, Orleansstr., Pariser Platz). Am Berliner Alexanderplatz sorgte von 1884 bis 1904 das Sedan-Panorama auf drehbarer Plattform für Zuspruch beim Publikum.

## Verfilmungen
- Serie Die großen Schlachten: Die Schlacht von Sedan.